# Stoddard (Wisconsin)
Stoddard è un villaggio degli Stati Uniti d'America, situato in Wisconsin, nella contea di Vernon.